# Lilabari Airport
Lilabari Airport (assamesiska: লীলাবাৰী বিমানবন্দৰ, hindi: लीलाबाड़ी विमानक्षेत्र, marathi: लिलाबारी विमानतळ) är en flygplats i Indien.   Den ligger i distriktet Lakhimpur och delstaten Assam, i den östra delen av landet, 1 700 km öster om huvudstaden New Delhi. Lilabari Airport ligger 100 meter över havet.
Terrängen runt Lilabari Airport är huvudsakligen platt, men åt nordväst är den kuperad. Runt Lilabari Airport är det ganska tätbefolkat, med 214 invånare per kvadratkilometer. Närmaste större samhälle är North Lakhimpur, 6,7 km söder om Lilabari Airport. Omgivningarna runt Lilabari Airport är en mosaik av jordbruksmark och naturlig växtlighet.